# Georges Vanier
Georges-Philéas Vanier (ur. 23 kwietnia 1888 w Montrealu, zm. 5 marca 1967 w Ottawie) – kanadyjski wojskowy, prawnik i dyplomata, w latach 1959–1967 gubernator generalny Kanady. Był pierwszym francuskojęzycznym Kanadyjczykiem na tym stanowisku.

## Życiorys
Ukończył prawo, po czym po wybuchu I wojny światowej zgłosił się do armii i został wysłany na front zachodni. Szybko stał się cenionym oficerem, choć przypłacił to osobistą tragedią – prowadząc żołnierzy szturmujących francuską miejscowość Chérisy w 1918, stracił lewą nogę. Po długiej rehabilitacji powrócił do rodzinnego Montrealu i do praktyki prawniczej. Za swoje czyny w czasie wojny otrzymał dwukrotnie Military Cross oraz Distinguished Service Order. W 1921 został adiutantem lorda Bynga, co zapoczątkowało jego wieloletnią pracę w Biurze Gubernatora Generalnego.
W 1928 rozpoczął działalność dyplomatyczną, stając się członkiem kanadyjskiej delegacji wojskowej na konferencje rozbrojeniowe pod auspicjami Ligi Narodów. W 1931 wyjechał na placówkę do Londynu, gdzie został szefem gabinetu kanadyjskiego wysokiego komisarza. W latach 1939–1940 był ministrem pełnomocnym we Francji, a po ewakuacji rządu paryskiego wrócił do Londynu, gdzie został akredytowany jako ambasador przy większości przebywających tam rządów emigracyjnych. W 1941 powrócił do Quebecu i objął dowództwo wszystkich wojsk stacjonujących w tej prowincji. Rok później odebrał nominację generalską. Dał się wówczas poznać jako promotor równouprawnienia w armii obu języków urzędowych Kanady (angielskiego i francuskiego).
W 1944 został pierwszym w historii kanadyjskim ambasadorem we Francji. W czasie swojej dziewięcioletniej kadencji wypełniał też dodatkowe zadania, m.in. był delegatem rządu kanadyjskiego na paryską konferencję pokojową w 1947. W 1953 przeszedł na emeryturę i wrócił do Montrealu, gdzie pełnił wiele stanowisk w biznesie. W 1959 znów zajął się jednak życiem publicznym i objął stanowisko gubernatora generalnego, które pełnił aż do swej śmierci.
Rodzina
Był żonaty z Pauliną Vanier, z którą miał pięcioro dzieci. Jednym z ich synów jest Jean Vanier.